# Ponazyrevskij rajon
Il Ponazyrevskij rajon (in russo Поназыревский район?) è un rajon dell'Oblast' di Kostroma, nella Russia europea; il capoluogo è Ponazyrevo. Istituito nel 1945, ricopre una superficie di 2.080 chilometri quadrati e nel 2010 ospitava una popolazione di circa 9.000 abitanti.